# Джинни и Джорджия
Джинни и Джорджия (англ. Ginny & Georgia) — американский комедийно-драматический веб-сериал, созданный Сарой Лэмперт и повествующий о матери-одиночке Джорджии и её детях Джинни и Остине, которые переезжают в новый город с надеждой начать жизнь с чистого листа. Главные роли исполнили Бриэнн Хауи и Антония Джентри. Также в сериале сыграли Дизель Ла Торрака, Дженнифер Робертсон, Феликс Маллард, Сара Вайсгласс, Скотт Портер, Реймонд Эблэк, Кэти Дуглас и Челси Кларк. Первый сезон был выпущен на Netflix 24 февраля 2021 года.
В апреле 2021 года сериал был продлён на второй сезон, премьера которого состоялась 5 января 2023 года. В мае 2023 года был продлен на третий и четвертый сезон.

## Сюжет
После смерти мужа Джорджия Миллер вместе с дочерью-подростком Джинни и 9-летним сыном Остином переезжают в небольшой город Уэллсбери, расположенный в Новой Англии, США. В школе Джинни заводит дружбу с девушкой Максин, которая знакомит её со своим братом-близнецом Маркусом и другом Хантером. Тем временем её мать Джорджия знакомится с соседкой, мамой Маркуса и Макс, и устраивается на работу. Но картину светлого будущего семьи Миллер может омрачить прошлое, которое не даёт о себе забыть. 30-летней инфантильной Джорджии и её дочери, часто чувствующей себя более зрелой, чем мать, придётся узнать друг о друге больше и постараться сблизиться.

## В ролях
= Главная роль в сезоне
     = Второстепенная роль в сезоне
     = Гостевая роль в сезоне
     = Не появляется

### Основной состав
| Бриэнн Хауи Никки Румель | Джорджия Миллер           | 10 | 10 | 20 |
| Антония Джентри          | Вирджиния «Джинни» Миллер | 10 | 10 | 20 |
| Дизель Ла Торрака        | Остин Миллер              | 10 | 10 | 20 |
| Дженнифер Робертсон      | Эллен Бейкер              | 10 | 10 | 20 |
| Феликс Маллард           | Маркус Бейкер             | 10 | 10 | 20 |
| Сара Вайсгласс           | Максин «Макс» Бейкер      | 10 | 10 | 20 |
| Скотт Портер             | Пол Рэндольф              | 10 | 10 | 20 |
| Реймонд Эблэк            | Джо                       | 10 | 10 | 20 |
| Кэти Дуглас              | Эбби Литтман              | 10 | 10 | 20 |
| Челси Кларк              | Нора                      | 10 | 10 | 20 |
| Всего эпизодов           | Всего эпизодов            | 10 | 10 | 20 |

- Джорджия Миллер — 30-летняя мать-одиночка Джинни и Остина.
- Вирджиния «Джинни» Миллер — дочь Джорджии, старший ребёнок.
- Остин Миллер — сын Джорджии, младший ребёнок и сводный брат Джинни.
- Эллен Бейкер — соседка Миллеров, мать Маркуса и Макс, подруга Джорджии.
- Маркус Бейкер — сын Эллен, брат-близнец Макс и любовный интерес Джинни.
- Максин «Макс» Бейкер — дочь Эллен, сестра-близнец Маркуса, лучшая подруга Джинни и открытая лесбиянка.
- Пол Рэндольф — мэр Уэллсбери, завидный холостяк города, жених Джорджии.
- Джо — владелец местного ресторана, знающий Джорджию в подростковом возрасте.
- Эбби Литтман — подруга Макс и Джинни, часть группы МЭНД (Макс-Эбби-Нора-Джинни).
- Нора — подруга Макс и Джинни, часть группы МЭНД.

### Второстепенный состав
| Мейсон Темпл            | Хантер Чен       | 10 | 9  | 19 |
| Джонатан Поттс          | Мистер Гиттен    | 6  | 5  | 11 |
| Сабрина Грдевич         | Синтия Фуллер    | 9  | 9  | 18 |
| Элисен Даун             | Бев Коэн         | 6  | 5  | 11 |
| Колтон Гоббо            | Джордан          | 8  | 7  | 15 |
| Коннор Лайдман          | Зак Фуллер       | 5  | 7  | 12 |
| Девин Некода            | Райли            | 6  |    | 6  |
| Карен ЛеБлан            | Линетт Миллер    | 2  | 2  | 4  |
| Натан Митчелл Кайл Бари | Зайон Миллер     | 3  | 10 | 13 |
| Ребекка Аблак           | Падма            | 6  | 9  | 15 |
| Тиссен Смит             | Броди            | 8  | 6  | 14 |
| Дэниел Бирн             | Ник              | 9  | 10 | 19 |
| Хамберли Гонсалес       | Софи Санчез      | 8  | 6  | 14 |
| Алекс Маллари-младший   | Габриэль Кордова | 7  | 9  | 16 |
| Дамиан Ромео            | Мэтт Пресс       | 7  | 8  | 15 |
| Крис Кенопик            | Клинт Бейкер     | 5  | 7  | 12 |
| Роми Шрайтер            | Саманта          | 3  | 6  | 9  |
| Тамека Гриффитс         | Брейша Чарльз    | 3  | 7  | 10 |
| Заррин Дарнелл-Мартин   | Доктор Лили      |    | 5  | 5  |
| Агапе Мнгомезулу        | Брайон Беннетт   |    | 9  | 9  |
| Кейтлин Уэллс           | Сильвер          |    | 8  | 8  |
| Аарон Эшмор             | Гил Тимминс      |    | 6  | 6  |
| Винесса Антуан          | Симона           |    | 4  | 4  |
| Всего эпизодов          | Всего эпизодов   | 10 | 10 | 20 |

- Хантер Чен — участник музыкальной группы, любовный интерес Джинни.
- Мистер Гиттен — учитель английского языка, с которым у Джинни напряжённые отношения.
- Синтия Фуллер — мать Зака и агент по недвижимости, баллотируется на пост мэра против Пола.
- Бев Коэн — приёмная мать Норы.
- Джордан — парень Норы.
- Зак Фуллер — сын Синтии, враг Остина в школе, позже становится ему другом.
- Райли — любовный интерес Макс.
- Линетт Миллер — мать Зайона, бабушка Джинни.
- Зайон Миллер — бывший парень Джорджии, биологический отец Джинни.
- Падма — девушка, которая состояла в неопределённых отношениях с Маркусом.
- Броди — друг группы МЭНД.
- Ник — руководитель кампании Пола в офисе, друг Джорджии.
- Софи Санчез — старшеклассница, любовный интерес Макс.
- Габриэль Кордова — парень Ника и частный детектив, расследующий дело Джорджии.
- Мэтт Пресс — друг группы МЭНД.
- Клинт Бейкер — глухой муж Эллен, отец Маркуса и Макс.
- Саманта — ученица, отчаянно пытающаяся попасть в группу МЭНД.
- Брейша Чарльз — подруга Джинни.
- Доктор Лили — психотерапевт Джинни.
- Брайон Беннетт — любовный интерес Брейши.
- Сильвер — костюмерша, новый любовный интерес Макс.
- Гил Тимминс — бывший парень Джорджии, отец Остина.
- Симона — любовный интерес Зайона.

## Производство

### Разработка
13 августа 2019 года было объявлено, что Netflix заказал производство сериала на первый сезон, состоящий из десяти эпизодов. Сериал был разработан Сарой Лэмперт и шоураннером Деброй Дж. Фишер. Исполнительными продюсерами выступили Аня Адамс, Джефф Талер, Дженни Дейли, Холли Хайнс и Дэн Марч. Адамс также снял первые два эпизода сериала. Лэмперт написала сценарий, работая в Madica Productions менеджером по развитию, затем сценарий был отправлен в Critical Content и передан Dynamic Television, прежде чем остановиться на Netflix.

### Кастинг
Наряду с первоначальным объявлением о сериале сообщалось, что Бриэнн Хауи, Антония Джентри, Дизель Ла Торрака, Дженнифер Робертсон, Феликс Маллард, Сара Вайсгласс, Скотт Портер и Реймонд Эблэк были выбраны в качестве постоянных актёров сериала. 20 января 2021 года объявили, что Мейсон Темпл будет играть второстепенную роль. Чтобы подготовиться к своим ролям, Робертсон, Маллард и Вайсгласс выучили американский язык жестов. 28 января 2022 года стало известно, что Аарон Эшмор присоединится к актёрскому составу во втором сезоне и сыграет второстепенного персонажа.

### Съёмки
Основные съёмки сериала начались 14 августа 2019 года и закончились 10 декабря 2019 года. Съёмочный процесс проходил в Торонто и Кобурге. 19 апреля 2021 года Netflix продлил сериал на второй сезон, съёмки которого продлились с 29 ноября 2021 года по 23 апреля 2022 года.

## Реакция и восприятие

### Оценки критиков
Агрегатор обзоров Rotten Tomatoes сообщил, что рейтинг одобрения составил 68% на основе 31 отзыва критиков, со средней оценкой 6,2/10․ Консенсус критиков веб-сайта гласит: «Если „Джинни и Джорджия“ не может полностью реализовать свой тонально амбициозный первый сезон, по крайней мере, интересно посмотреть, как он пытается». Metacritic дал сериалу средневзвешенную оценку 62 из 100 на основе на 15 обзоров, что указывает на «в целом положительные отзывы»․
Рейтинг одобрения второго сезона на Rotten Tomatoes составляет 67% на основе 6 отзывов со средней оценкой 6,5/10. На Metacritic второй сезон имеет средневзвешенный балл 71 из 100 на основе 5 обзоров, что указывает на «в целом положительные отзывы».
Кристен Болдуин из Entertainment Weekly поставила первому сезону четвёрку и написала обзор, в котором сказала: «„Джинни и Джорджия“ хотят, чтобы нам нравилось то, как Джорджии всегда удаётся оставаться на шаг впереди… Вместо этого я продолжала надеяться, что служба защиты детей наконец настигнет». Мелани Макфарланд из Salon сказала: «Играть с классовым конфликтом в таком шоу легко. Склоняться к другим существенным американским уродствам, пронизывая интригу сюжета чёрным юмором и язвительностью, — более сложная комбинация. Этот проект прекрасно сочетает все эти эмоциональные цвета, а также гарантирует, что ни Джинни, ни Джорджия, ни кто-либо ещё не будет выглядеть одномерным». Эллисон Шумейкер из RogerEbert.com похвалила изображение 15-летнего подростка в сериале. «Сценаристы и Джентри вместе проделывают хорошую работу, улавливая бесконечные противоречивые импульсы, которые делают подростковую жизнь таким волнительным кошмаром; Джинни часто пытается понять себя, но ясно, что Джентри знает её очень близко». Люси Манган, работающая в The Guardian описала сериал так: «„Отчаянные домохозяйки“ встречают „девочек Гилмор“ и „Баффи“». Прома Хосла из Mashable называет «магнетизм Джорджии и всех, кого она встречает, нежность Макс [и] американские горки подростковой женской дружбы» ключевыми компонентами шоу. В рецензии сериала для Rolling Stone Алан Сепинуолл дал оценку 3/5. Сравнивая сериал с «Девочками Гилмор», он сказал: «Есть также одна область, в которой „Джинни и Джорджия“ явно опережает своего предшественника: становится понятно, что не особенно полезно иметь маму, которая хочет быть твоей лучшей подругой, и не хочет полностью взрослеть».

### Противоречия
25 февраля 2021 года термин «Олимпийские игры угнетения» стал вирусным в Твиттере в ответ на сцену, в которой персонажи Хантер и Джинни используют этот термин в конфликте. Сцена была негативно воспринята зрителями, которые раскритиковали использование стереотипов, назвав весь обмен репликами «позорным».
1 марта 2021 года сериал создал очередной спор по поводу строчки из последнего эпизода, которую Джинни сказала Джорджии: «Ты проходишь через мужчин быстрее, чем Тейлор Свифт». Это вызвало негативную реакцию фанатов, которые осудили эту фразу как женоненавистническую; фраза «Уважайте Тейлор Свифт» стала популярной во всём мире в Твиттере. Свифт высказалась о ситуации в своём блоге: «Привет, „Джинни и Джорджия“, позвонили из 2010 года, и они хотят вернуть свою ленивую, глубоко сексистскую шутку. Как насчёт того, чтобы мы перестали унижать трудолюбивых женщин, назвав это лошадиное дерьмо смешным». Она также раскритиковала Netflix, который распространил её документальный фильм, написав: «После „Мисс Американа“ этот наряд вам не идёт». Шоу впоследствии подверглось критике на нескольких платформах, включая Rotten Tomatoes, IMDb, Metacritic и обзоры Google. Сериал также критиковали за нелестные реплики, относящиеся к Леди Гаге и Лане Дель Рей.

### Зрительские просмотры
19 апреля 2021 года Netflix объявил, что 52 миллиона зрителей посмотрели первый сезон сериала в течение первых 28 дней после его выхода․ Проект посмотрели 381 миллион часов во всём мире. 26 февраля 2021 года Netflix выпустил Ginny & Georgia: The Afterparty.

## Сезоны
| Сезон | Серии | Серии | Даты показа     | Даты показа     |
| ----- | ----- | ----- | --------------- | --------------- |
| 1     | 10    | 10    | 24 февраля 2021 | 24 февраля 2021 |
| 2     | 10    | 10    | 5 января 2023   | 5 января 2023   |
| 3     | 10    | 10    | 5 июня 2025     | 5 июня 2025     |

## Список эпизодов

### Сезон 1 (2021)
| № общий | № в сезоне | Название                                                                              | Режиссёр                  | Автор сценария                   | Дата премьеры   |
| ------- | ---------- | ------------------------------------------------------------------------------------- | ------------------------- | -------------------------------- | --------------- |
| 1       | 1          | «Пилот» «Pilot»                                                                       | Аня Адамс                 | Сара Лэмперт                     | 24 февраля 2021 |
| 2       | 2          | «Лицо не должно быть маской» «It's a Face Not a Mask»                                 | Аня Адамс                 | Сара Лэмперт и Дебра Дж. Фишер   | 24 февраля 2021 |
| 3       | 3          | «Новый уровень для богачей» «Next Level Rich People Shit»                             | Ренука Джеяпалан          | Дэвид Монахэн и Даниэль Хувер    | 24 февраля 2021 |
| 4       | 4          | «Лидия Беннетт — стопудово феминистка» «Lydia Bennett Is Hundo a Feminist»            | Ренука Джеяпалан          | Тоня Бхаттачария и Али Лавентоль | 24 февраля 2021 |
| 5       | 5          | «Ку-ку, с*чка» «Boo, Bitch»                                                           | Садс Сазерленд            | Майк Гайо и Бриана Бельсер       | 24 февраля 2021 |
| 6       | 6          | «У меня травма» «I'm Triggered»                                                       | Садс Сазерленд            | Даниэль Хувер и Дэвид Монахэн    | 24 февраля 2021 |
| 7       | 7          | «С шестнадцатилетием, засранка!» «Happy Sweet Sixteen, Jerk»                          | Алейса Янг                | Али Лавентоль и Тоня Бхаттачария | 24 февраля 2021 |
| 8       | 8          | «Одна галочка, другая» «Check One, Check Other»                                       | Алейса Янг                | Бриана Бельсер и Майк Гайо       | 24 февраля 2021 |
| 9       | 9          | «Любовь — сложная штука» «Feelings Are Hard»                                          | Каталина Агиляр-Мастретта | Даниэль Хувер и Дэвид Монахэн    | 24 февраля 2021 |
| 10      | 10         | «Меня предали, как Джордин предала Кайли» «The Worst Betrayal Since Jordyn and Kylie» | Каталина Агиляр-Мастретта | Дебра Дж. Фишер и Сара Лэмперт   | 24 февраля 2021 |

### Сезон 2 (2023)
| № общий | № в сезоне | Название | Режиссёр          | Автор сценария                       | Дата премьеры |
| ------- | ---------- | --- | ----------------- | ------------------------------------ | ------------- |
| 11      | 1          | «С возвращением, с*чки!» «Welcome Back, Bitches!»                                                                | Джеймс Дженн      | Сара Лэмперт и Дебра Дж. Фишер       | 5 января 2023 |
| 12      | 2          | «Почему всё всегда должно быть так ужасно?» «Why Does Everything Have to Be So Terrible, All the Time, Forever?» | Джеймс Дженн      | Даниэль Хувер и Дэвид Монахэн        | 5 января 2023 |
| 13      | 3          | «Что за игры, девочка?» «What Are You Playing at, Little Girl?»                                                  | Одри Каммингс     | Майк Гайо                            | 5 января 2023 |
| 14      | 4          | «С моим днём рождения вас!» «Happy My Birthday to You»                                                           | Одри Каммингс     | Анил К. Формен                       | 5 января 2023 |
| 15      | 5          | «Драники — огонь» «Latkes Are Lit»                                                                               | Данишка Эстерхази | Кейл Футтерман                       | 5 января 2023 |
| 16      | 6          | «Очень рождественская серия с Джинни и Джорджией» «A Very Merry Ginny & Georgia Christmas Special»               | Данишка Эстерхази | Анджела Ниссел                       | 5 января 2023 |
| 17      | 7          | «Дай нам замучить тебя серенадами» «We're Going to Serenade the Sh*t Out of You»                                 | Шэрон Льюис       | Даниэль Хувер и Дэвид Монахэн        | 5 января 2023 |
| 18      | 8          | «Чу! Приходит тьма!» «Hark! Darkness Descends!»                                                                  | Шэрон Льюис       | Меган Хартенштейн и Джордан Дамброфф | 5 января 2023 |
| 19      | 9          | «Убить Гила» «Kill Gil»                                                                                          | Роуз Троше        | Дебра Дж. Фишер и Сара Лэмперт       | 5 января 2023 |
| 20      | 10         | «Я совсем не Золушка» «I'm No Cinderella»                                                                        | Роуз Троше        | Сара Лэмперт и Дебра Дж. Фишер       | 5 января 2023 |